# Inside Job
Inside Job är ett album av Don Henley från 2000. Bortsett från samlingsalbumet Actual Miles var det hans första sedan 1989.
"For My Wedding", "Taking You Home" och "Working It" släpptes även som singlar. Albumet nådde som bäst 7:e plats på albumlistan i USA och 25:e i Storbritannien.

## Låtlista
1. "Nobody Else in the World But You" (Don Henley, Stan Lynch, Jai Winding) - 4:50
2. "Taking You Home" (Stuart Brawley, Don Henley, Stan Lynch) - 5:31
3. "For My Wedding" (Larry John McNally) - 3:37
4. "Everything Is Different Now" (Scott Crago, Timothy Drury, Don Henley) - 5:13
5. "Working It" (Don Henley, Stan Lynch, Frank Simes) - 5:37
6. "Goodbye to a River" (Don Henley, Stan Lynch, Frank Simes, Jai Winding) - 5:49
7. "Inside Job" (Mike Campbell, Don Henley) - 4:50
8. "They're Not Here, They're Not Coming" (Don Henley, Stan Lynch) - 5:59
9. "Damn It Rose" (Don Henley, Stan Lynch) - 7:13
10. "Miss Ghost" (Don Henley, Stan Lynch, Winding) - 6:41
11. "The Genie" (Stuart Brawley, Don Henley, Stan Lynch) - 5:45
12. "Annabel" (John Corey, Don Henley) - 3:41
13. "My Thanksgiving" (Don Henley, Stan Lynch, Jai Winding) - 5:12